# 쯔진산 천문대
| 소행성 발견 : 147건  | 소행성 발견 : 147건 |
| -------------------- | ------------------- |
| 1125 China           | 1957년 10월 30일    |
| 1802 Zhang Heng      | 1964년 10월 9일     |
| 1888 Zu Chong-Zhi    | 1964년 11월 9일     |
| 1972 Yi Xing         | 1964년 11월 9일     |
| 2012 궈 쇼징         | 1964년 10월 9일     |
| 2027 셴궈            | 1964년 11월 9일     |
| 2045 페킹            | 1964년 10월 8일     |
| 2077 키앙수          | 1974년 12월 18일    |
| 2078 난킹            | 1975년 1월 12일     |
| 2085 허난            | 1965년 12월 20일    |
| 2162 안후이          | 1966년 1월 30일     |
| 2169 타이완          | 1964년 11월 9일     |
| 2184 푸즈리안        | 1964년 10월 9일     |
| 2185 광동            | 1965년 11월 20일    |
| 2197 상하이          | 1965년 12월 30일    |
| 2209 톈진            | 1978년 10월 28일    |
| 2215 쓰촨            | 1964년 11월 12일    |
| 2223 사페돈          | 1977년 10월 4일     |
| 2230 윈난            | 1978년 10월 29일    |
| 2255 칭하이          | 1977년 11월 3일     |
| 2260 네오톨레무스    | 1975년 11월 26일    |
| 2263 샨시            | 1978년 10월 30일    |
| 2336 신장            | 1975년 11월 26일    |
| 2344 시짱            | 1979년 9월 27일     |
| 2355 네이몽고        | 1978년 10월 30일    |
| 2363 세브리온스      | 1977년 10월 4일     |
| 2380 헤이롱장        | 1965년 9월 18일     |
| 2387 시안            | 1975년 3월 17일     |
| 2398 지린            | 1965년 10월 24일    |
| 2425 셴졘            | 1975년 3월 17일     |
| 2456 팔라메데스      | 1966년 1월 30일     |
| 2503 리아오닝        | 1965년 10월 16일    |
| 2505 헤베이          | 1975년 10월 31일    |
| 2510 샨동            | 1979년 10월 10일    |
| 2514 타이유안        | 1964년 10월 8일     |
| 2515 간수            | 1964년 10월 9일     |
| 2539 닝씨아          | 1964년 10월 8일     |
| 2547 후베이          | 1964년 10월 9일     |
| 2592 후난            | 1966년 1월 30일     |
| 2617 장시            | 1975년 11월 26일    |
| 2631 저장            | 1980년 10월 7일     |
| 2632 구이저우        | 1980년 11월 6일     |
| 2655 광시            | 1974년 12월 14일    |
| 2693 얀안            | 1977년 11월 3일     |
| 2719 쑤저우          | 1965년 9월 22일     |
| 2729 우루무치        | 1979년 10월 18일    |
| 2743 청두            | 1965년 11월 21일    |
| 2752 우젠슝          | 1965년 9월 20일     |
| 2778 탕샨            | 1979년 12월 14일    |
| 2789 포샨            | 1956년 12월 6일     |
| 2790 니드함          | 1965년 10월 19일    |
| 2851 하얼빈          | 1978년 10월 30일    |
| 2886 틴카핑          | 1965년 12월 20일    |
| 2899 런런 샤우       | 1964년 10월 8일     |
| 2903 주하이          | 1981년 10월 23일    |
| 2963 쳰 지아정       | 1964년 11월 9일     |
| 3011 Chongqing       | 1978년 11월 26일    |
| 3014 Huangsushu      | 1979년 10월 11일    |
| 3024 Hainan          | 1981년 10월 23일    |
| 3028 Zhangguoxi      | 1978년 10월 9일     |
| 3048 Guangzhou       | 1964년 10월 8일     |
| 3051 Nantong         | 1974년 12월 19일    |
| 3088 Jinxiuzhonghua  | 1981년 10월 24일    |
| 3089 Oujianquan      | 1981년 12월 3일     |
| 3136 Anshan          | 1981년 11월 18일    |
| 3139 Shantou         | 1980년 11월 11일    |
| 3171 Wangshouguan    | 1979년 11월 19일    |
| 3187 Dalian          | 1977년 10월 10일    |
| 3206 Wuhan           | 1980년 11월 13일    |
| 3221 Changshi        | 1981년 12월 2일     |
| 3239 Meizhou         | 1978년 10월 29일    |
| 3241 Yeshuhua        | 1978년 11월 28일    |
| 3297 Hong Kong       | 1978년 11월 26일    |
| 3335 Quanzhou        | 1966년 1월 1일      |
| 3340 Yinhai          | 1979년 10월 12일    |
| 3388 Tsanghinchi     | 1981년 12월 21일    |
| 3405 Daiwensai       | 1964년 10월 30일    |
| 3421 Yangchenning    | 1975년 11월 26일    |
| 3443 Leetsungdao     | 1979년 9월 26일     |
| 3462 Zhouguangzhao   | 1981년 10월 25일    |
| 3463 Kaokuen         | 1981년 12월 3일     |
| 3476 Dongguan        | 1978년 10월 28일    |
| 3494 Purple Mountain | 1980년 12월 7일     |
| 3502 Huangpu         | 1964년 10월 9일     |
| 3509 Sanshui         | 1978년 10월 28일    |
| 3513 Quqinyue        | 1965년 10월 16일    |
| 3542 Tanjiazhen      | 1964년 10월 9일     |
| 3543 Ningbo          | 1964년 11월 11일    |
| 3556 Lixiaohua       | 1964년 10월 30일    |
| 3560 Chenqian        | 1980년 9월 3일      |
| 3570 Wuyeesun        | 1979년 12월 14일    |
| 3609 Liloketai       | 1980년 11월 13일    |
| 3611 Dabu            | 1981년 12월 20일    |
| 3613 Kunlun          | 1982년 11월 10일    |
| 3643 Tienchanglin    | 1978년 10월 29일    |
| 3650 Kunming         | 1978년 10월 30일    |
| 3678 Mongmanwai      | 1966년 1월 20일     |
| 3704 Gaoshiqi        | 1981년 12월 20일    |
| 3729 Yangzhou        | 1983년 11월 1일     |
| 3746 Heyuan          | 1964년 10월 8일     |
| 3763 Qianxuesen      | 1980년 10월 14일    |
| 3812 Lidaksum        | 1965년 1월 11일     |
| 3844 Lujiaxi         | 1966년 1월 30일     |
| 3901 Nanjingdaxue    | 1958년 4월 7일      |
| 3960 Chaliubieju     | 1955년 1월 20일     |
| (4047) 1964 TT2      | 1964년 10월 8일     |
| (4073) 1981 UE10     | 1981년 10월 23일    |
| (4245) 1981 UC10     | 1981년 10월 29일    |
| 4273 Dunhuang        | 1978년 10월 29일    |
| 4360 Xuyi            | 1964년 10월 9일     |
| 4431 Holeungholee    | 1978년 11월 28일    |
| 4562 Poleungkuk      | 1979년 10월 21일    |
| 4566 Chaokuangpiu    | 1981년 11월 27일    |
| 4651 Wongkwancheng   | 1957년 10월 31일    |
| 4730 Xingmingzhou    | 1980년 12월 7일     |
| (4913) 1965 SO       | 1965년 9월 20일     |
| (4925) 1981 XH2      | 1981년 12월 3일     |
| (4988) 1980 VU1      | 1980년 11월 6일     |
| (5013) 1964 VT1      | 1964년 11월 9일     |
| (5045) 1978 UL2      | 1978년 10월 29일    |
| 5198 Fongyunwah      | 1975년 1월 16일     |
| (5217) 1966 CL       | 1966년 2월 13일     |
| (5267) 1966 CF       | 1966년 2월 13일     |
| 5389 Choikaiyau      | 1981년 10월 29일    |
| 5390 Huichiming      | 1981년 12월 19일    |
| (5537) 1964 TA2      | 1964년 10월 9일     |
| 5538 Luichewoo       | 1964년 10월 9일     |
| 5539 Limporyen       | 1965년 10월 16일    |
| (5709) 1977 TS3      | 1977년 10월 12일    |
| (5892) 1981 YS1      | 1981년 12월 23일    |
| (6283) 1980 VX1      | 1980년 11월 6일     |
| (6430) 1964 UP       | 1964년 10월 30일    |
| (7920) 1981 XM2      | 1981년 12월 3일     |
| (8126) 1966 BL       | 1966년 1월 20일     |
| 8256 Shenzhou        | 1981년 10월 25일    |
| (8981) 1964 YJ       | 1964년 12월 31일    |
| 8992 Magnanimity     | 1980년 10월 14일    |
| (9512) 1966 CM       | 1966년 2월 13일     |
| (9517) 1977 VL1      | 1977년 11월 3일     |
| (9710) 1964 VN1      | 1964년 11월 9일     |
| (10017) 1978 UP2     | 1978년 10월 30일    |
| (10687) 1980 XX      | 1980년 12월 7일     |
| (11439) 1974 XW      | 1974년 12월 14일    |
| (12181) 1964 VL1     | 1964년 11월 9일     |
| (15677) 1980 TZ5     | 1980년 10월 14일    |
| (16350) 1964 VZ2     | 1964년 11월 11일    |
| (23408) 1977 TU3     | 1977년 10월 12일    |

쯔진산 천문대(중국어: 紫金山天文台, 병음: Zĭjīnshān Tiānwéntái)는 중국 난징 자금산에 위치한 천문대이다. 정식 명칭은 중국과학원쯔진산 천문대(중국어: 中国科学院紫金山天文台)이다. 줄여서 자대라고도 한다.
자금산 제3봉에 있으며, 해발 267 미터에 있다. 중국 최초의 현대적 천문학 연구 천문대이다. 1928년 설립 당시 예전 이름은 국립중앙연구원천문연구소였다. 중국 현대 천문학의 발상지이자 중국 현대 천문학의 요람으로 불리고 있다.
1950년부터 1984년까지 총 책임자는 장위제 (张钰哲)였다.
주기(periodic) 혜성 60P/Tsuchinshan와 62P/Tsuchinshan를 발견했다. 비주기 혜성 C/1977 V1 (Tsuchinshan), 다른 말로 Comet 1977 X도 발견했다.
소행성들도 많이 발견했다. 트로얀 소행성, 2223 Sarpedon, 2260 Neoptolemus, 2363 Cebriones, 2456 Palamedes, 3494 Purple Mountain 등을 발견했다.

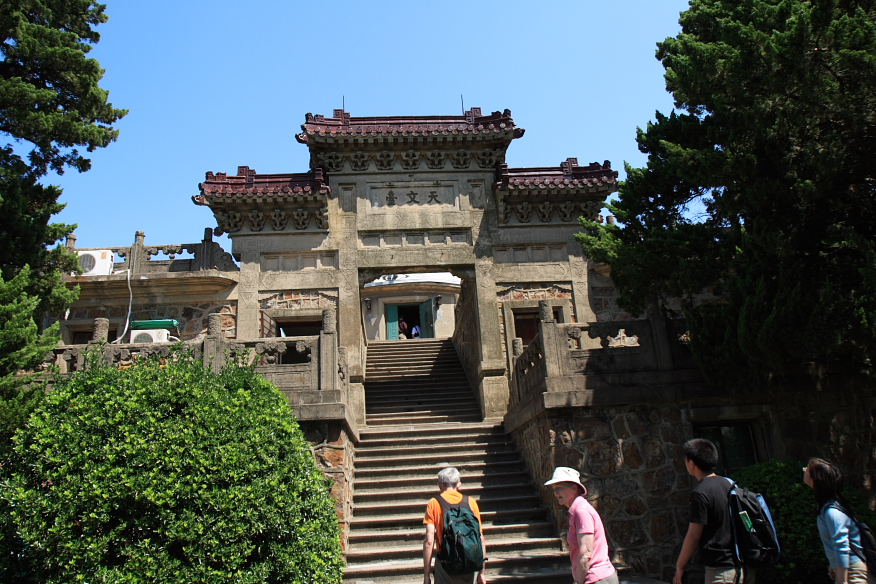
자금산 천문대
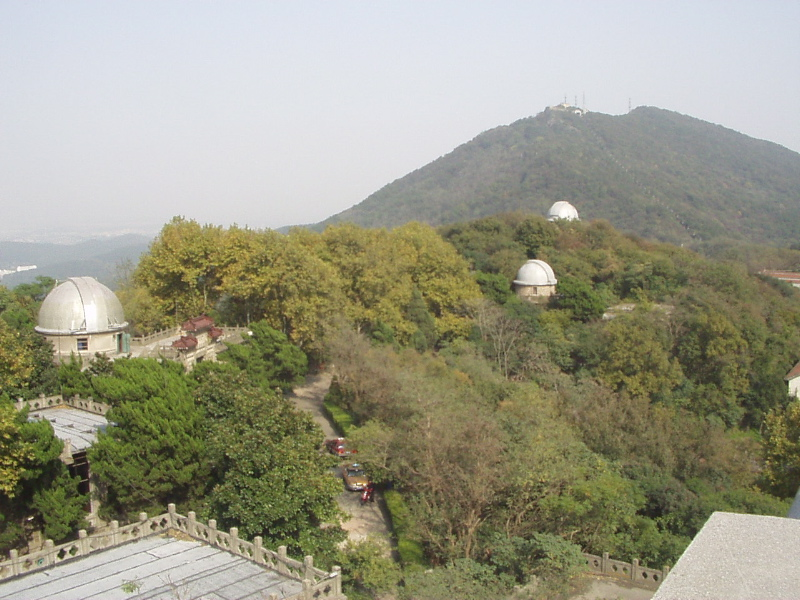
자금산 천문대

## 역사
쯔진산 천문대는 1927년 4월부터 설립이 준비되었다. 1928년 9월, 중앙연구소 원장이던 차위엔페이(중국어: 蔡元培)는 가오뤼(중국어: 高魯)에게 연구소장대행 직을 맡겼다. 가오뤼 소장은 위원회에 설비 자금을 신청하였다.
쯔진산 천문대는 1931년 5월 공사가 시작되어 1934년 9월 1일 준공되었다. 천문연구소도 그 사무실을 쯔진산 천문대 산상으로 옮겨왔다. 1937년 8월부터 1946년 5월까지의 기간에는 중일전쟁 때문에, 쿤밍의 펑황샨으로 피난을 갔다왔다. (훗날 이곳은 윈난천문대가 되었다.) 1949년 11월 중국과학원이 성립되었다. 천문연구소도 중국과학원의 관할 하에 들어갔다. 1950년 5월 20일 정무원은 장위제를 중국과학원 쯔진산 천문대 대장으로 임명하였다. 이후 천문연구소라는 명칭은 쓰이지 않았다.

## 설비 / 조직
쯔진산 천문대는 여러 대의 광학 망원경, 태양 관측 용도의 전파 망원경 등을 구비하고 있다. 쯔진산 천문대의 총본부는 난징 북경서로 2번지에 있는데, 천체역학 연구부, 천체물리 연구부, 전파천문 연구부, 공간천문 연구부 등 4개 연구실이 있다.
쯔진산 천문대는 또한 중국의 달력 편찬의 권한을 갖고 있다. 1965년부터 독립적으로 천문년력을 편찬하고 있는데, 《중국천문년력》및《측량간력》 등을 포함하는 정기 간행물을 매년 발간하고 있다.

## 역대 대장
- 까오뤼（1928년2월─1929년7월）
- 여청송（1929년7월─1941년1월）
- 장위제（1941년1월─1984년7월）
- 동부（1986년4월─1991년4월）
- 장화기（1991년4월─1996년9월）
- 육본괴（1996년9월─2000년11월）
- 엄준（2000년11월─）

## 발간물
- 《쯔진산 천문대대간》
- 《중국천문년력》
- 《천문측량간력》
- 《천문학보》
- 《Chinese Astronomy and Astrophysics》（영문）

## 쯔진산 천문대가 발견한 천체

### 주기혜성
- 자금산일호（62P/Tsuchinshan 1，1965년 1월 1일 장위제 발견）
- 자금산이호 (60P/Tsuchinshan 2，1965년 1월 11일 장위제 발견）